# Canadian Premier League 2024
De Canadian Premier League 2024 is het zesde seizoen van de hoogste voetbalafdeling van Canada. De verdedigende titelhouder is Forge FC, dat de seizoensfinale van 2023 met 2–1 won van Cavalry FC.

## Clubs
De competitie telde net als de voorgaande vier jaargangen acht clubs, dezelfde acht als in 2023. Het betreft drie teams uit Ontario, twee teams uit Brits-Columbia en één team uit zowel Alberta, Manitoba als Nova Scotia.
| Team            | Plaats           | Provincie      |
| --------------- | ---------------- | -------------- |
| Atlético Ottawa | Ottawa           | Ontario        |
| Cavalry FC      | Foothills County | Alberta        |
| Forge FC        | Hamilton         | Ontario        |
| HFX Wanderers   | Halifax          | Nova Scotia    |
| Pacific FC      | Langford         | Brits-Columbia |
| Valour FC       | Winnipeg         | Manitoba       |
| Vancouver FC    | Langley          | Brits-Columbia |
| York United FC  | Toronto          | Ontario        |

## Competitie

### Reguliere competitie
De acht teams spelen ieder viermaal tegen elkaar om zo tot een klassement op basis van 28 wedstrijden te komen. Op het einde van de reguliere competitie stoten de vijf hoogst gerangschikte teams door naar de eindronde.
| Nr. | Club             | GS | W | G | V | DV | DT | DS | PTN |
| --- | ---------------- | -- | - | - | - | -- | -- | -- | --- |
| 1.  | Atlético Ottawa  | 7  | 5 | 2 | 0 | 13 | 4  | +9 | 17  |
| 2.  | Vancouver FC     | 7  | 4 | 1 | 2 | 12 | 10 | +2 | 13  |
| 3.  | Forge FC         | 7  | 4 | 1 | 2 | 11 | 7  | +4 | 13  |
| 4.  | Pacific FC       | 8  | 3 | 3 | 2 | 7  | 4  | +3 | 12  |
| 5.  | York United FC   | 8  | 3 | 1 | 4 | 11 | 14 | -3 | 10  |
| 6.  | Cavalry FC       | 8  | 1 | 6 | 1 | 10 | 9  | +1 | 9   |
| 3.  | Valour FC        | 7  | 1 | 1 | 5 | 6  | 15 | -9 | 4   |
| 8.  | HFX Wanderers FC | 6  | 0 | 1 | 5 | 4  | 11 | -7 | 1   |

Klassement geüpdatet t/m 1 juni 2024.
2019 · 2020 · 2021 · 2022 · 2023 · 2024